# Duitstalige Gemeenschapsverkiezingen 1978
Op zondag 17 december 1978 vonden verkiezingen voor de Raad van de Duitse Cultuurgemeenschap plaats. De winnaar was de CSP die één zetel won. De verliezer was de PFF, die één zetel verloor. De SP en de PJU-PDB bleven status quo.
Op dezelfde dag vonden de federale verkiezingen van 1978 plaats.

## Uitslagen
| Partij | Partij  | 1978  | 1978   | 1977  | 1977   | verschil | verschil |
| Partij | Partij  | %     | zetels | %     | zetels | pp       | zetels   |
| ------ | ------- | ----- | ------ | ----- | ------ | -------- | -------- |
|        | CSP     | 41,4  | 11     | 39,9  | 10     | 1,5      | +1       |
|        | PJU-PDB | 30,1  | 7      | 29,4  | 7      | 0,7      | =        |
|        | PFF     | 16,5  | 4      | 18,5  | 5      | -2       | -1       |
|        | SP      | 12,1  | 3      | 12,1  | 3      | 0        | =        |
|        | Overige | 0     | 0      | 0,1   | 0      | -0,1     | =        |
| Totaal | Totaal  | 100,0 | 25     | 100,0 | 25     | 0        | 0        |

## Verkozenen
- Raad van de Duitse Cultuurgemeenschap (samenstelling 1978-1981)